# Acid fumaric
Acid fumaric (E297) (de asemenea cunoscut ca acid donitic) este un acid dicarboxilic nesaturat natural prezent în majoritatea fructelor și în multe legume. Face parte din metabolismul fiecărei celule vii. Este izomerul trans al acidului maleic, dar este mult mai stabil decât cel din urmă. Comercial e produs prin sinteză chimică.

## Rol metabolic
În ciclul Krebs, acidul fumaric rezultă prin oxidarea acidului succinic de către succinat oxidază iar mai departe e deshidratat la acid malic de fumarază.